# Condon (Oregon)
Condon az Amerikai Egyesült Államok északnyugati részén, Oregon állam északi központi részén, Gilliam megyéjében, a településen észak–dél irányban keresztülfutó 19-es, és a kelet–nyugat irányban keresztülfutó 206-os út mentén helyezkedik el, egyben a megye székhelye is. A 2010. évi népszámláláskor 682 lakosa volt. A város területe 2,15 km², melynek 100%-a szárazföld.
A város az Interstate 84 arlingtoni leágazásától 61 km-re délre, The Dallestől 111 km-re délkeletre, Portlandtől pedig 240 km-re keletre fekszik.

## Történet
A Union Pacific Railroad condoni ága innen indult északi irányba. Az első lakos egy 1883-ban egy forrás mellé költöző Potter nevű telepes volt. A feketebazalt-lelőhelyből eredő forrást a helyi farmerek „Summit Spring” néven emlegették.
Potter pénzügyi problémák miatt területét eladta az arlingtoni Condon and Cornish ügyvédi irodának. A társulás egyik tagja, Harvey C. Condon Thomas Condon geológus unokaöccse. 1884-ben telkeket árusítottak ki; az így lakáshoz jutó David B. Trimble lett az első postamester, aki a települést az ügyvéd Condon után nevezte el.
1951 és 1970 között a településtől nem messze működött egy légibázis.

### Történelmi kereskedőnegyed
A belváros bevásárlóutcája 1998-ban bekerült a Történelmi Helyek Nemzeti Jegyzékébe. Az önkormányzat számos vállalkozással együtt igyekszik a környéket felújítani. Mára az egykori üzletek nagy részét helyreállították, új boltok nyíltak, új könyvtár épült, az iparkamara pedig növekszik.

## Éghajlat
| Hónap                                                        | Jan.  | Feb.  | Már.  | Ápr. | Máj. | Jún. | Júl. | Aug. | Szep. | Okt.  | Nov.  | Dec.  | Év    |
| ------------------------------------------------------------ | ----- | ----- | ----- | ---- | ---- | ---- | ---- | ---- | ----- | ----- | ----- | ----- | ----- |
| Rekord max. hőmérséklet (°C)                                 | 19,1  | 21,7  | 25,0  | 29,4 | 36,1 | 36,7 | 43,9 | 39,4 | 37,2  | 31,1  | 23,3  | 20,6  | 43,9  |
| Átlagos max. hőmérséklet (°C)                                | 3,9   | 6,2   | 10,6  | 14,1 | 18,6 | 22,7 | 28,1 | 27,8 | 22,9  | 16,0  | 7,9   | 2,9   | 15,2  |
| Átlaghőmérséklet (°C)                                        | 0,5   | 1,6   | 4,9   | 7,6  | 16,5 | 15,0 | 19,3 | 19,0 | 14,8  | 9,1   | 3,3   | −2,0  | 9,2   |
| Átlagos min. hőmérséklet (°C)                                | −3,8  | −3,1  | −0,9  | 1,0  | 4,4  | 7,3  | 10,4 | 10,2 | 6,6   | 2,1   | −1,4  | −4,9  | 2,4   |
| Rekord min. hőmérséklet (°C)                                 | −30,0 | −30,0 | −16,7 | −8,3 | −9,4 | −2,8 | −1,7 | 0,0  | −5,6  | −16,1 | −25,6 | −30,0 | −30,0 |
| Átl. csapadékmennyiség (mm)                                  | 41    | 32    | 33    | 35   | 41   | 27   | 12   | 11   | 15    | 27    | 43    | 45    | 362   |
| Forrás: Nemzeti Éghajlati Adatközpont és The Weather Channel |       |       |       |      |      |      |      |      |       |       |       |       |       |

## Népesség

### 2010
A 2010-es népszámláláskor a városnak 682 lakója, 357 háztartása és 184 családja volt. A népsűrűség 317,2 fő/km2. A lakóegységek száma 455, sűrűségük 211,6 db/km2. A lakosok 97,2%-a fehér, 0,1%-a afroamerikai, 0,9%-a indián, 0,1%-a ázsiai,  0,9%-a egyéb, 0,7%-a pedig kettő vagy több etnikumú. A spanyol vagy latino származásúak aránya 2,1% (1,8% mexikói,   0,3% egyéb spanyol vagy latino származású.)
A háztartások 16,2%-ában élt 18 évnél fiatalabb. 42,3% házas, 5,6% egyedülálló nő, 3,6% egyedülálló férfi, 48,5% pedig nem család. 45,9% egyedül élt; 24,9%-uk 65 éves vagy idősebb. Egy háztartásban átlagosan 1,85 személy élt; a családok átlagmérete 2,84 fő.
A medián életkor 54,5 év volt. A város lakóinak 14,7%-a 18 évesnél fiatalabb, 3,7% 18 és 24 év közötti, 15,4%-uk 25 és 44 év közötti, 34,7%-uk 45 és 64 év közötti, 31,7%-uk pedig 65 éves vagy idősebb. A lakosok 46,6%-a férfi, 53,4%-a pedig nő.

### 2000
A 2000-es népszámláláskor  a városnak 759 lakója, 343 háztartása és 215 családja volt. A népsűrűség 159,5 fő/km2. A lakóegységek száma 413, sűrűségük 192,1 db/km2. A lakosok 97,5%-a fehér, 0,4%-a afroamerikai, 0,79%-a indián, 0,26%-a ázsiai,  0,13%-a egyéb-, 0,92%-a pedig kettő vagy több etnikumú. A spanyol vagy latino származásúak aránya 0,53% (0,53% mexikói,   )
A háztartások 22,2%-ában élt 18 évnél fiatalabb. 53,9% házas, 6,7% egyedülálló nő; 37,3% pedig nem család. 34,4% egyedül élt; 17,8%-uk 65 éves vagy idősebb. Egy háztartásban átlagosan 2,14 személy élt; a családok átlagmérete 2,72 fő.
A város lakóinak 19,6%-a 18 évesnél fiatalabb, 4% 18 és 24 év közötti, 21,9%-uk 25 és 44 év közötti, 26,6%-uk 45 és 64 év közötti, 27,9%-uk pedig 65 éves vagy idősebb. A medián életkor 48 év volt. Minden 100 nőre 95,1 férfi jut; a 18 évnél idősebb nőknél ez az arány 88,3.
A háztartások medián bevétele 32 667 amerikai dollár, ez az érték családoknál $40 000. A férfiak medián keresete $30 500, míg a nőké $21 042. A város egy főre jutó bevétele (PCI) $18 481. A családok 3,6%-a, a teljes népesség 5,4%-a élt létminimum alatt; a 18 év alattiaknál ez a szám 5,1%, a 65 évnél idősebbeknél pedig 5,1%.

## Művészet és kultúra
A város számos eseményt rendez a januári Robert Burns-naphoz kapcsolódóan, márciusban tartják a Tumbleweed Kosárlabda-bajnokságot, megünneplik a július 4-i Függetlenség Napját, illetve a novemberi őszi fesztiválon is számos programot tartanak.
A Burns Parkban, a 19-es út mentén található Gilliam megyei Történelmi Múzeum területén számos egykori, helyreállított épület (például kocsiszín, konyha, templom, fodrászat, börtön, iskola és a Történelmi Helyek Nemzeti Jegyzékében is szereplő Silas A. Rice faház) is található.
A településen termelői piac, golfpálya, uszoda, mozi, ragadozómadár-rezervátum, kirándulóhelyek és számos vadászkunyhó is üzemel.

## Gazdaság
A helyi általános iskola és gimnázium a Condoni Iskolakerület alá tartozik.
A legnagyobb foglalkoztatók a megyei önkormányzat, az iskolakerület, az Északi-központi Iskolai Szolgáltatónegyed és a Summit Springs Village Életmódközpont.
A város újságja a The Times Journal hetilap.
A település északi határán fekvő Pauling leszállópálya nevét Linus Pauling után kapta.

## Nevezetes személyek
- Earl Snell – Oregon 23. kormányzója[16]
- Jay Bowerman – Oregon 13. kormányzója[17]
- John Burns – az oregoni szenátus elnöke 1971 és 1973 között[18]
- Linus Pauling – kémiai- és béke Nobel-díjas[19]
- Robert R. Butler – képviselő[20]
- Terry Cooney – MLB-játékvezető[21]
- William Parry Murphy – orvosi Nobel-díjas[22]

## Fordítás
Ez a szócikk részben vagy egészben  a   Condon, Oregon című angol Wikipédia-szócikk ezen változatának fordításán alapul.  Az eredeti cikk szerkesztőit annak laptörténete sorolja fel. Ez a jelzés csupán a megfogalmazás eredetét és a szerzői jogokat jelzi, nem szolgál a cikkben szereplő információk forrásmegjelöléseként.